# Conicosia pugioniformis
Conicosia pugioniformis es una especie de planta suculenta perteneciente a la familia Aizoaceae. Es nativa de Sudáfrica y conocida en otros continentes como especie introducida y a veces como maleza. Es una especie invasora en la costa central de California, donde es una amenaza menor a la vegetación costera nativa, no tan dañina como  otras especies de la familia.

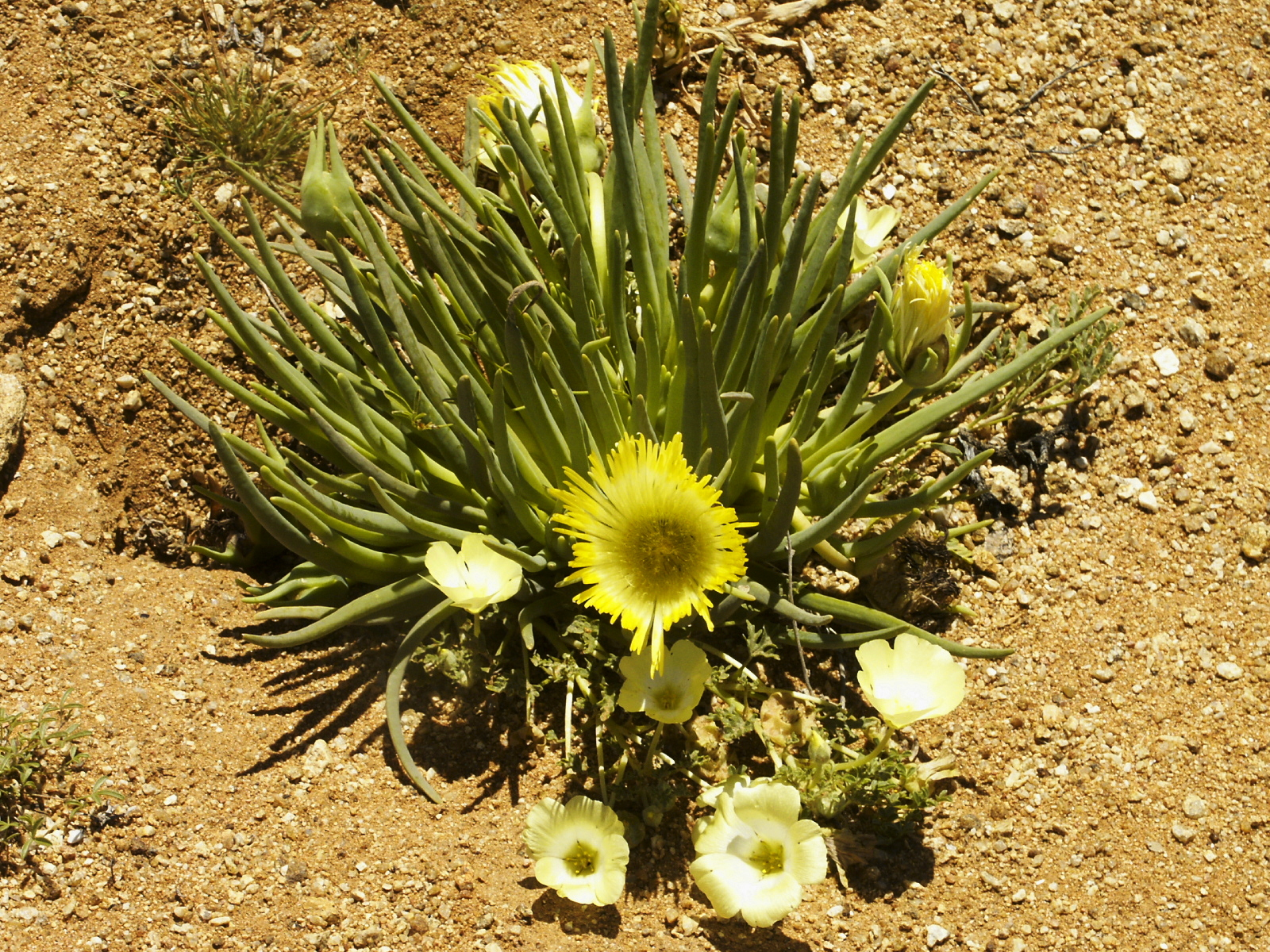
Vista de la planta en flor

## Descripción
Esta es una hierba perennifolia de corta duración con un metro de caudex. Pueden brotar  de la caudex si sus partes aéreas son destruidas. Las hojas son carnosas con forma de dedo, de color gris verdoso, peludas, largas y de hasta 20 cm de longitud. La inflorescencia es una flor solitaria y maloliente de hasta 8 centímetros de ancho. Tiene anillos de hasta 250 finos pétalos.

## Taxonomía
Conicosia pugioniformis fue descrita por (L.) N.E.Br. y publicado en Mitteilungen der Botanischen Staatssammlung München 2: 343. 1957
Sinonimia
- Mesembryanthemum pugioniforme L. (1753)
- Mesembryanthemum coruscans Haw. (1819)
- Conicosia coruscans (Haw.) Schwantes (1928)
- Herrea caledonica L.Bolus (1958)
- Herrea conicosioides Schwantes
- Conicosia brevicaulis (Haw.) Schwantes
- Conicosia capensis N.E.Br.
- Conicosia capitata (Haw.) Schwantes
- Conicosia communis N.E.Br.
- Conicosia pulliloba N.E.Br.
- Mesembryanthemum brevicaule Haw[3][4]